# Torre de sillas de montar

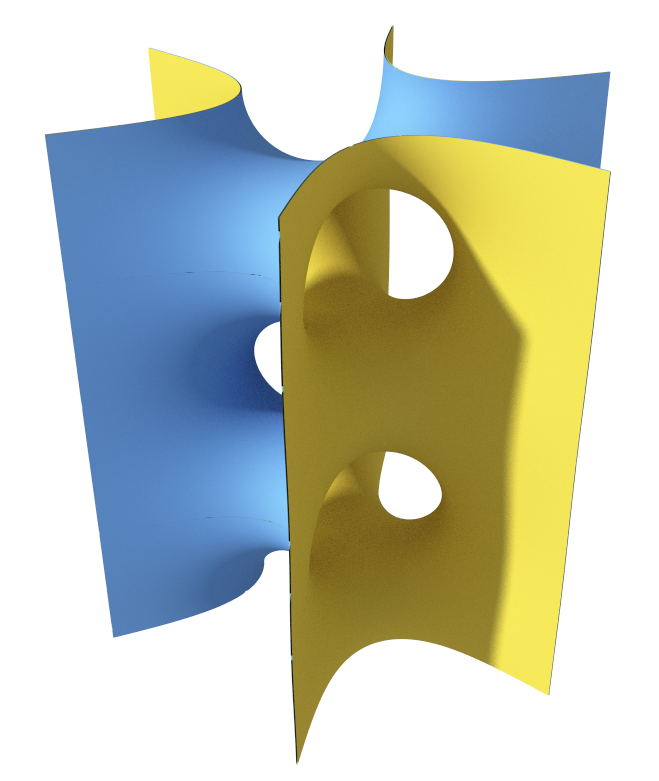
Dos períodos de una torre de sillas de montar triple

En geometría diferencial, una torre de sillas de montar o torre de sillas (nombre en inglés: saddle tower) es una familia de superficies mínimas que generalizan el periódico único de la segunda superficie de Scherk, de modo que adquiere n-simetría (con n>2) alrededor de un eje.
Estas superficies son las únicas superficies mínimas periódicamente incrustadas propiamente en {\displaystyle \mathbb {R} ^{3}} con género cero y un número finito de finales del tipo de Scherk en el cociente.